# Jonathan Clauss
Pour les articles homonymes, voir Clauss.
Jonathan Clauss, né le 25 septembre 1992 à Strasbourg, est un footballeur international français qui évolue au poste d'arrière droit ou milieu droit de l'OGC Nice.
Formé au RC Strasbourg mais non retenu à 18 ans, le défenseur latéral (ou milieu) droit signe alors en amateur aux Pierrots Vauban, puis en Allemagne au SV Linx et à l'US Raon-l’Etape dans les Vosges. Il rebondit ensuite en National à Avranches, puis en Ligue 2 à Quevilly-Rouen, avant de confirmer en deuxième division allemande à l'Arminia Bielefeld. Il est recruté en 2020 par le RC Lens et fait ses débuts en Ligue 1. Il est appelé en équipe de France pour la première fois le 17 mars 2022. Le 20 juillet 2022, il signe un contrat de trois ans avec l’Olympique de Marseille.
En juillet 2024 il signe un contrat de deux ans à OGC Nice.
Sélectionné en équipe de France depuis 2022, il est sélectionné pour participer à l'Euro 2024.

## Biographie

### Enfance et formation alsaciennes
Jonathan Clauss grandit à Osthoffen dans le département du Bas-Rhin, à l’ouest de Strasbourg, à 15 km de la frontière franco-allemande. D'après sa mère, dès ses deux ans, Jonathan débute avec un ballon dans les pieds.
Après dix ans au centre de formation du RC Strasbourg, Jonathan Clauss n'est pas conservé. Ses parents se séparent au même moment et Jonathan connaît des moments compliqués moralement. Son père Jean-Luc confie « On l’a récupéré en miettes, et ça n’a pas duré qu’une journée. Jonathan était cassé. Il est retombé à zéro et derrière, il ne voyait aucune issue ».

### Carrière en club

#### Débuts amateurs
En 2010, à bientôt 18 ans, Jonathan Clauss s'engage avec le club amateur de l'Association sportive Pierrots Vauban Strasbourg en CFA 2. Il reste trois saisons dans le club relégué au niveau régional au terme de sa première année dans l'effectif.
Clauss traverse alors la frontière et rejoint le club allemand du SV Linx (de), en cinquième division, et sixième division. Il y joue entre 2013 et 2015.

#### Retour et révélation en France
Après deux saisons en Allemagne, le latéral droit revient en France pour signer à l'US Raon L’Étape, relégué en CFA 2. En janvier 2016, il joue contre l'AS Saint-Étienne en 32es de finale de Coupe de France et égalise de la tête contre Stéphane Ruffier (défaite 1-1 tab 3-4). Il réalise une saison intéressante, avec la seconde place du groupe F promouvant en CFA.
Au lieu de suivre Raon-l'Étape promu en CFA, Clauss rejoint l'US Avranches en National et franchit deux divisions en un été. Face au Stade lavallois, qui évolue en Ligue 2, en 32es de finale de Coupe de France, Clauss marque un but remarqué : récupération dans sa partie de terrain, une-deux, accélération sur 70 mètres, deux défenseurs et le gardien éliminés, puis finition du pied gauche ; pour clore le score sur une qualification trois buts à un. Afin de gagner sa vie, il enchaîne les petits boulots : il travaille notamment comme livreur et distributeur de prospectus. En mai 2017, les entraîneurs de National l'élisent dans l'équipe-type de la saison pour le site Foot-National.
Après une seule saison en National, Clauss signe son premier contrat professionnel à 24 ans avec l'US Quevilly-Rouen, affronté l'année précédente et promu en Ligue 2 lors de la saison 2017-2018 . Clauss fait ses débuts professionnels lors d'une défaite 3-2 en Ligue 2 contre LB Châteauroux le 8 septembre 2017 . Dans cette saison 2017-2018 voyant le club normand terminer relégable, Jonathan Clauss délivre toutefois huit passes décisives.

#### Confirmation au Arminia Bielefeld
En août 2018, en fin de contrat, Clauss rejoint l'Arminia Bielefeld club de deuxième division allemande . Titulaire indiscutable lors de la saison 2019-2020, il est l'un des artisans de la montée de son club en Bundesliga avec cinq buts et dix passes décisives toutes compétitions confondues.

#### Révélation au RC Lens

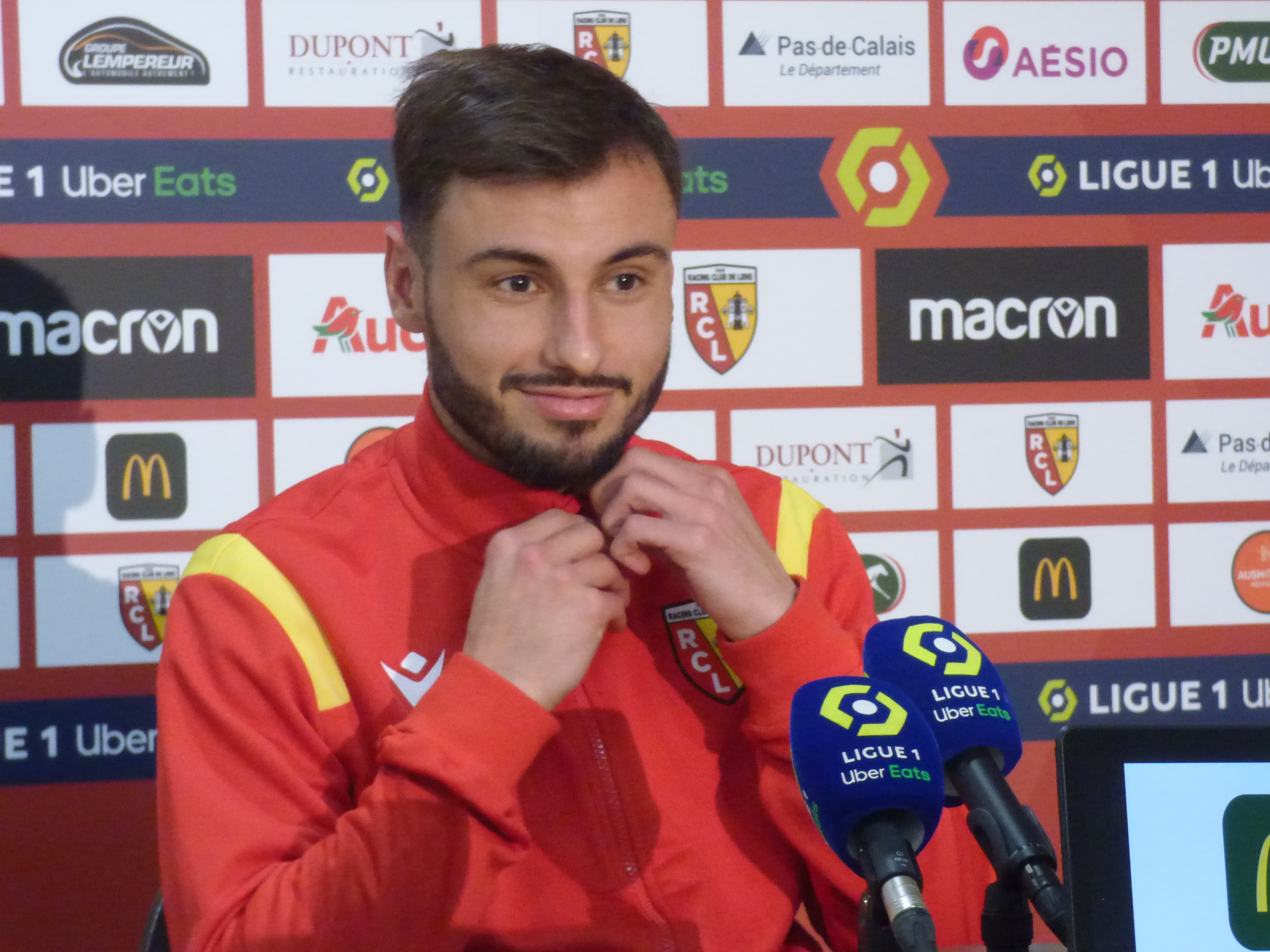
Clauss en conférence de presse en février 2021.

À l'été 2020, en fin de contrat en Allemagne, Jonathan Clauss rejoint le RC Lens, fraîchement promu en Ligue 1, avec un contrat de trois ans. Dans l'Artois, Jonathan Clauss est recruté pour suppléer Cheick Traoré et Clément Michelin dans le couloir droit et s'acclimate rapidement jusqu'à réduire Michelin au rôle de remplaçant. Au terme de ses six premiers mois, Jonathan fait partie de l'équipe-type française de mi-saison de L'Équipe, jouant onze des seize matchs lensois pour une passe décisive. Mi-mai 2021, Clauss est le meilleur passeur décisif du Racing (six offrandes), auteur de trois buts et meilleur centreur de Ligue 1 (146 centres effectués depuis le début de saison, soit 5,35/match en moyenne). Révélation totale du championnat, il fera partie de l'équipe-type de Ligue 1 pour la saison 2020-2021 aux trophées UNFP.
En octobre 2021, alors qu'il compte déjà quatre passes décisives depuis le début de saison, déjà pensé pour l'Euro avant l'été 2021, le nom de Clauss est cité pour intégrer l'équipe de France à son poste dans le couloir droit,,. Mais le joueur confie alors ne jamais avoir reçu de pré-sélection. Cette saison 2021-2022, sera l'année de la confirmation pour Jonathan Clauss, qui terminera la saison avec cinq buts inscrits dont un coup franc direct contre le FC Lorient. Auteur de onze passes décisives en Ligue 1, il terminera quatrième meilleur passeur du championnat derrière Kylian Mbappé, Lionel Messi et Benjamin Bourigeaud. Il sera de nouveau membre de l'équipe-type de Ligue 1 pour la saison 2021-2022 aux trophées UNFP et connaîtra ses premières sélections en équipe de France.

#### Olympique de Marseille
Le 19 juillet 2022, Pablo Longoria annonce en conférence de presse que l'Olympique de Marseille et le RC Lens ont trouvé un accord pour l'international français, pour un transfert estimé entre 7,5 millions et 11 millions d'euros (bonus compris),. Le lendemain, il rejoint officiellement l'OM pour une durée de trois ans, jusqu'en 2025. Lors de la première journée de Ligue 1, il se met en évidence en délivrant un bon centre amenant le premier but marseillais de la saison, inscrit contre son camp par le Rémois Wout Faes. Il inscrit son premier but sous ses nouvelles couleurs lors du match de Ligue 1 contre le SCO d'Angers. Pendant ce même match, Clauss fera aussi deux passes décisives pour les buts de Luis Suárez et Gerson, participant grandement à la victoire trois buts à zéro de l'Olympique de Marseille.
Lors du mercato hivernal 2023-2024, les dirigeants marseillais remettent en question l'investissement du joueur au sein du club, craignant de le voir « trop se ménager » en vue d'une sélection pour l'Euro 2024, et envisagent un transfert avant la clôture de ce mercato,, transfert qui ne se concrétise pas. Sous le maillot de l'OM, Clauss atteint la demi-finale de l'Europa League.

#### OGC Nice
Le 25 juillet 2024, Jonathan Clauss s'engage avec l'OGC Nice en paraphant un contrat de deux ans avec une année supplémentaire en option. Titulaire dès la première journée, il marque son premier but sous les couleurs niçoises dès la seconde journée contre le Toulouse FC.

### Carrière internationale

#### Équipe de France
Le 17 mars 2022, Jonathan Clauss est sélectionné pour la première fois par Didier Deschamps en équipe de France, pour affronter la Côte d'Ivoire et l'Afrique du Sud en matchs amicaux. Le 25 mars 2022, il honore sa première sélection en entrant à la 89e minute de la rencontre face à la Côte d'Ivoire et en provoquant dans le temps additionnel le corner de la victoire du match remporté 2-1. Quelques jours plus tard, et après avoir vu son affiche autour du stade Pierre-Mauroy, habituel écrin du LOSC, être dégradée du fait de son appartenance au club rival du RC Lens, Jonathan Clauss fête sa première titularisation contre l'Afrique du Sud. Après les sifflets qui ont accompagné l'annonce de son nom lors de la composition des équipes, puis les sifflets mélangés aux applaudissements à chaque fois qu'il touche le ballon, il finit par sortir en toute fin de match sous l'ovation du public, pour une victoire écrasante 5-0.
En novembre 2022, Clauss ne fait pas partie de la liste définitive des Bleus pour la Coupe du monde au Qatar. Ce choix de Deschamps, motivé par un retour à une formation en 4-4-2 excluant les pistons, est l'objet de critiques et de messages de soutien sur les réseaux sociaux de la part de supporters. L'un de ses proches commente la situation comme suit : « Ce qui est juste un peu cruel, c'est que c’est au poste de piston qu’il s’est ouvert les portes de l’équipe de France et que c’est ce même poste qui les lui referme pour ce Mondial ». Lors de la première liste post-Mondial, il n'est de nouveau pas appelé par le sélectionneur, au profit une nouvelle fois de Jules Koundé et Benjamin Pavard pourtant défenseurs centraux de formation. Clauss fait son retour en sélection nationale en octobre 2023 en tant que latéral droit. Le 18 novembre de la même année, il est titularisé sur le côté droit de la défense française contre Gibraltar et inscrit son premier but en sélection lors de ce qui sera la plus grande victoire de l'histoire de l'équipe de France sur le score de 14-0.
En mai 2024, il figure dans une liste de 25 joueurs appelés par Didier Deschamps pour l'Euro 2024. Au poste d'arrière droit, il est en concurrence avec Jules Koundé, qui semble être devant lui dans la hiérarchie au moment de l'annonce de cette sélection. Buteur pour la deuxième fois avec les Bleus contre le Luxembourg en match de préparation, il fait partie des sept joueurs de l'effectif, avec Brice Samba, Alphonse Areola, Ibrahima Konaté, Ferland Mendy, Benjamin Pavard et Warren Zaïre-Emery, qui n'ont pas joué une minute dans la compétition. La France est éliminée par l'Espagne en demi-finale (défaite 2-1).

## Style de jeu
En octobre 2021, son coéquipier lensois Jean-Louis Leca déclare « C’est un animal sur le plan physique. Il est plus que doué techniquement, pied droit ou pied gauche, et j’ai rarement joué avec des mecs pareils ».
Sur son aspect physique, son ami et ex-équipier au SV Linx, Pierre Venturini, confie en 2021 que Clauss possède  « une génétique faite pour le haut niveau. Il a un gabarit frêle et petit, mais sa capacité à répéter les efforts est impressionnante. Un peu à l’image d’un marathonien qui est prêt à faire des distances folles, lui est façonné pour faire des allers-retours ». Bruno Paterno, son entraîneur à Raon-L'Étape, ajoute « Sur un demi-tour quand il perd le ballon, en deux-trois foulées il a rattrapé son adversaire. Il a toujours eu l’une des meilleures VMA du groupe et en une mi-temps, il pouvait monter 10 fois ».
En termes de poste, il passe du 4-4-2 raonnais, au milieu de terrain à Quevilly-Rouen puis en piston droit dans le 3-4-1-2 sur mesure de Franck Haise à Lens.

## Statistiques
| Saison                | Club                   | Championnat           | Championnat | Championnat | Championnat | Coupe(s) nationale(s) | Coupe(s) nationale(s) | Coupe(s) nationale(s) | Compétition(s) continentale(s) | Compétition(s) continentale(s) | Compétition(s) continentale(s) | Compétition(s) continentale(s) | Total | Total | Total |
| Saison                | Club                   | Division              | M.          | B.          | P.d.        | M.                    | B.                    | P.d.                  | Comp.                          | M.                             | B.                             | P.d.                           | M.    | B.    | P.d.  |
| 2015-2016             | US Raon-l'Étape        | CFA 2                 | 24          | 0           | 0           | 5                     | 1                     | 0                     | -                              | -                              | -                              | -                              | 29    | 1     | 0     |
| 2016-2017             | US Avranches           | National              | 30          | 1           | 3           | 8                     | 1                     | 0                     | -                              | -                              | -                              | -                              | 38    | 2     | 3     |
| 2017-2018             | Quevilly-Rouen         | Ligue 2               | 29          | 1           | 8           | -                     | -                     | -                     | -                              | -                              | -                              | -                              | 29    | 1     | 8     |
| 2018-2019             | Arminia Bielefeld      | Bundesliga 2          | 28          | 3           | 3           | 1                     | 0                     | 0                     | -                              | -                              | -                              | -                              | 29    | 3     | 3     |
| 2019-2020             | Arminia Bielefeld      | Bundesliga 2          | 34          | 5           | 6           | 2                     | 0                     | 2                     | -                              | -                              | -                              | -                              | 36    | 5     | 8     |
| Sous-total            | Sous-total             | Sous-total            | 62          | 8           | 9           | 3                     | 0                     | 2                     | -                              | -                              | -                              | -                              | 65    | 8     | 11    |
| 2020-2021             | RC Lens                | Ligue 1               | 33          | 3           | 6           | 1                     | 0                     | 1                     | -                              | -                              | -                              | -                              | 34    | 3     | 7     |
| 2021-2022             | RC Lens                | Ligue 1               | 37          | 5           | 11          | 3                     | 0                     | 0                     | -                              | -                              | -                              | -                              | 40    | 5     | 11    |
| Sous-total            | Sous-total             | Sous-total            | 70          | 8           | 17          | 4                     | 0                     | 1                     | -                              | -                              | -                              | -                              | 74    | 8     | 18    |
| 2022-2023             | Olympique de Marseille | Ligue 1               | 34          | 2           | 11          | 2                     | 0                     | 1                     | C1                             | 6                              | 0                              | 1                              | 42    | 2     | 13    |
| 2023-2024             | Olympique de Marseille | Ligue 1               | 27          | 3           | 4           | 2                     | 0                     | 1                     | C1+C3                          | 2+12                           | 0+2                            | 1+6                            | 43    | 5     | 12    |
| Sous-total            | Sous-total             | Sous-total            | 61          | 5           | 15          | 4                     | 0                     | 2                     | -                              | 20                             | 2                              | 8                              | 85    | 7     | 25    |
| 2024-2025             | OGC Nice               | Ligue 1               | 28          | 3           | 6           | 3                     | 0                     | 0                     | C3                             | 7                              | 0                              | 1                              | 38    | 3     | 7     |
| 2024-2025             | OGC Nice               | Ligue 1               | 1           | 0           | 0           | -                     | -                     | -                     | C1                             | 2                              | 0                              | 0                              | 3     | 0     | 0     |
| Sous-total            | Sous-total             | Sous-total            | 29          | 3           | 6           | 3                     | 0                     | 0                     | -                              | 9                              | 0                              | 1                              | 41    | 3     | 7     |
| Total sur la carrière | Total sur la carrière  | Total sur la carrière | 305         | 26          | 58          | 27                    | 2                     | 5                     | -                              | 29                             | 2                              | 9                              | 361   | 30    | 72    |

### En sélections nationales
| Saison                | Sélection             | Phases finales        | Phases finales | Phases finales | Phases finales | Éliminatoires | Éliminatoires | Éliminatoires | Ligue des nations | Ligue des nations | Ligue des nations | Matchs amicaux | Matchs amicaux | Matchs amicaux | Total | Total | Total |
| Saison                | Sélection             | Compétition           | M              | B              | Pd             | M             | B             | Pd            | M                 | B                 | Pd                | M              | B              | Pd             | M     | B     | Pd    |
| --------------------- | --------------------- | --------------------- | -------------- | -------------- | -------------- | ------------- | ------------- | ------------- | ----------------- | ----------------- | ----------------- | -------------- | -------------- | -------------- | ----- | ----- | ----- |
| 2021-2022             | France                | -                     | -              | -              | -              | -             | -             | -             | 2                 | 0                 | 0                 | 2              | 0              | 0              | 4     | 0     | 0     |
| 2022-2023             | France                | -                     | -              | -              | -              | -             | -             | -             | 2                 | 0                 | 0                 | -              | -              | -              | 2     | 0     | 0     |
| 2023-2024             | France                | Euro 2024             | -              | -              | -              | 3             | 1             | 1             | 1                 | 0                 | 0                 | 4              | 1              | 0              | 8     | 2     | 1     |
| 2024-2025             | France                | -                     | -              | -              | -              | -             | -             | -             | -                 | -                 | -                 | -              | -              | -              | 0     | 0     | 0     |
| Total sur la carrière | Total sur la carrière | Total sur la carrière | -              | -              | -              | 3             | 1             | 1             | 5                 | 0                 | 0                 | 6              | 1              | 0              | 14    | 2     | 1     |

### Liste des matchs internationaux
| Matchs internationaux de Jonathan Clauss | Matchs internationaux de Jonathan Clauss | Matchs internationaux de Jonathan Clauss            | Matchs internationaux de Jonathan Clauss | Matchs internationaux de Jonathan Clauss | Matchs internationaux de Jonathan Clauss | Matchs internationaux de Jonathan Clauss                             | Matchs internationaux de Jonathan Clauss |
|                                          | Date                                     | Lieu                                                | Adversaire                               | Résultat                                 | Compétition                              | Notes                                                                |                                          |
| ---------------------------------------- | ---------------------------------------- | --------------------------------------------------- | ---------------------------------------- | ---------------------------------------- | ---------------------------------------- | -------------------------------------------------------------------- | ---------------------------------------- |
| 1.                                       | 25 mars 2022                             | Stade Vélodrome, Marseille, France                  | Côte d'Ivoire                            | 2 - 1                                    | Match amical                             | Entre en jeu à la place de Kingsley Coman à la 88e minute de jeu.    |                                          |
| 2.                                       | 29 mars 2022                             | Stade Pierre-Mauroy, Villeneuve-d'Ascq, France      | Afrique du Sud                           | 5 - 0                                    | Match amical                             | Titulaire et remplacé par Christopher Nkunku à la 88e minute de jeu. |                                          |
| 3.                                       | 3 juin 2022                              | Stade de France, Saint-Denis, France                | Danemark                                 | 1 - 2                                    | Ligue des nations 2022-2023              | Entre en jeu à la place de Kingsley Coman à la 90e minute de jeu.    |                                          |
| 4.                                       | 6 juin 2022                              | Stade Poljud, Split, Croatie                        | Croatie                                  | 1 - 1                                    | Ligue des nations 2022-2023              | Entre en jeu à la place de Moussa Diaby à la 80e minute de jeu.      |                                          |
| 5.                                       | 22 septembre 2022                        | Stade de France, Saint-Denis, France                | Autriche                                 | 2 - 0                                    | Ligue des nations 2022-2023              | Titulaire.                                                           |                                          |
| 6.                                       | 25 septembre 2022                        | Parken Stadium, Copenhague, Danemark                | Danemark                                 | 2 - 0                                    | Ligue des nations 2022-2023              | Entre en jeu à la place de William Saliba à la 46e minute de jeu.    |                                          |
| 7.                                       | 13 octobre 2023                          | Johan Cruyff Arena, Amsterdam, Pays-Bas             | Pays-Bas                                 | 1 - 2                                    | Éliminatoires de l'Euro 2024             | Titulaire et remplacé par Malo Gusto à la 80e minute de jeu.         |                                          |
| 8.                                       | 17 octobre 2023                          | Stade Pierre-Mauroy, Villeneuve-d'Ascq, France      | Écosse                                   | 4 - 1                                    | Match amical                             | Titulaire.                                                           |                                          |
| 9.                                       | 18 novembre 2023                         | Allianz Riviera, Nice, France                       | Gibraltar                                | 14 - 0                                   | Éliminatoires de l'Euro 2024             | Titulaire.                                                           |                                          |
| 10.                                      | 21 novembre 2023                         | Stade Agiá Sofiá, Athènes, Grèce                    | Grèce                                    | 2 - 2                                    | Éliminatoires de l'Euro 2024             | Entre en jeu à la place de Jules Koundé à la 64e minute de jeu.      |                                          |
| 11.                                      | 23 mars 2024                             | Parc Olympique lyonnais, Décines-Charpieu, France   | Allemagne                                | 0 - 2                                    | Match amical                             | Entre en jeu à la place de Jules Koundé à la 61e minute de jeu.      |                                          |
| 12.                                      | 26 mars 2024                             | Stade Vélodrome, Marseille, France                  | Chili                                    | 3 - 2                                    | Match amical                             | Titulaire et remplacé par Jules Koundé à la 11e minute de jeu.       |                                          |
| 13.                                      | 5 juin 2024                              | Stade Saint-Symphorien, Longeville-lès-Metz, France | Luxembourg                               | 3 - 0                                    | Match amical                             | Entre en jeu à la place de Théo Hernandez à la 46e minute de jeu.    |                                          |
| 14.                                      | 6 septembre 2024                         | Parc des Princes, Paris, France                     | Italie                                   | 1 - 3                                    | Ligue des nations 2024-2025              | Titulaire et remplacé par Jules Koundé à la 78e minute de jeu.       |                                          |

### Buts internationaux
| Buts internationaux de Jonathan Clauss | Buts internationaux de Jonathan Clauss | Buts internationaux de Jonathan Clauss              | Buts internationaux de Jonathan Clauss | Buts internationaux de Jonathan Clauss | Buts internationaux de Jonathan Clauss | Buts internationaux de Jonathan Clauss | Buts internationaux de Jonathan Clauss | Buts internationaux de Jonathan Clauss |
|                                        | Date                                   | Lieu                                                | Adversaire                             | Résultat                               | Compétition                            | Notes                                  | Notes                                  | Sel.                                   |
| -------------------------------------- | -------------------------------------- | --------------------------------------------------- | -------------------------------------- | -------------------------------------- | -------------------------------------- | -------------------------------------- | -------------------------------------- | -------------------------------------- |
| 1.                                     | 18 novembre 2023                       | Allianz Riviera, Nice, France                       | Gibraltar                              | 14 - 0                                 | Éliminatoires de l'Euro 2024           | 5 - 0                                  | 34e du pied droit                      | 9e                                     |
| 2.                                     | 5 juin 2024                            | Stade Saint-Symphorien, Longeville-lès-Metz, France | Luxembourg                             | 3 - 0                                  | Match amical                           | 2 - 0                                  | 70e du pied droit                      | 13e                                    |

## Palmarès

### En club
Avec l'Arminia Bielefeld, il remporte la 2.Bundesliga, deuxième division allemande en 2020.

### Distinctions individuelles
RC Lens :
- Membre de l'équipe-type de Ligue 1 en 2021[33] et en 2022[34] ;
- Élu joueur du mois du RC Lens en février et mars 2021.

 Olympique de Marseille :
- Olympien du mois en novembre 2023 ;
- Co-meilleur passeur de la Ligue Europa 2023-2024 (6 passes décisives, à égalité avec Amine Harit ;
- Nommé pour le trophée UNFP du meilleur joueur de Ligue 1 du mois de novembre 2023.